# Ekstraklasa w futsalu (2015/2016)
Ekstraklasa 2015/2016 – 22. edycja najwyższych w hierarchii rozgrywek ligowych polskiego klubowego futsalu.
Pierwszą bramkę rozgrywek zdobył w 29. sekundzie meczu Rekord Bielsko-Biała – Pogoń '04 Szczecin zawodnik gospodarzy Paweł Machura (mecz zakończył się wynikiem 4:2).
Przed sezonem z rozgrywek wycofał się Mistrz Polski z poprzedniego sezonu – Wisła Krakbet Kraków.
Mistrzem Polski została po raz pierwszy w historii drużyna Gatty Zduńska Wola, która w finałowym dwumeczu pokonała Pogoń 04 Szczecin 8:2 (2:0 w Szczecinie i 6:2 w Zduńskiej Woli).
Królem strzelców sezonu został podobnie jak w poprzednim sezonie reprezentant Ukrainy Ołeksandr Bondar, z Red Devils Chojnice z wynikiem trzydziestu jeden bramek.

## Drużyny, trenerzy, kapitanowie
| Drużyna                        | Trener             | Kapitan          | Poprzedni sezon | Najlepszy wynik                                                     |
| ------------------------------ | ------------------ | ---------------- | --------------- | ------------------------------------------------------------------- |
| Gatta Zduńska Wola             | Wojciech Sopur     | Igor Sobalczyk   | 2. miejsce      | 2. miejsce (2014/2015)                                              |
| Rekord Bielsko-Biała           | Andrzej Szłapa     | Piotr Szymura    | 3. miejsce      | Mistrzostwo (2013/2014)                                             |
| Red Dragons Pniewy             | Łukasz Frajtag     | Maciej Foltyn    | 4. miejsce      | 4. miejsce (2014/2015)                                              |
| KGHM Euromaster Chrobry Głogów | Tomasz Trznadel    | Tomasz Urbaniak  | 5. miejsce      | 5. miejsce (2014/2015)                                              |
| GAF Gliwice                    | Marcin Waniczek    | Maciej Mizgajski | 6. miejsce      | 6. miejsce (2013/2014, 2014/2015)                                   |
| Clearex Chorzów                | Tomasz Ulfik       | Mirosław Miozga  | 7. miejsce      | Mistrzostwo (1999/2000, 2000/2001, 2001/2002, 2005/2006, 2006/2007) |
| AZS UŚ Katowice                | Błażej Korczyński  | Robert Gładczak  | 8. miejsce      | 8. miejsce (2014/2015)                                              |
| Red Devils Chojnice            | Vlastimil Bartošek | Tomasz Kriezel   | 9. miejsce      | 2. miejsce (2012/2013)                                              |
| Gwiazda Ruda Śląska            | Tomasz Klimas      |                  | 10. miejsce     | 8. miejsce (2011/2012)                                              |
| Pogoń 04 Szczecin              | Łukasz Żebrowski   |                  | 11. miejsce     | 2. miejsce (2013/2014)                                              |
| NBit Gliwice                   | Szymon Maksym      |                  | awans           | debiut                                                              |
| FC Toruń                       | Klaudiusz Hirsch   | Michał Suchocki  | awans           | debiut                                                              |

## Rozgrywki

### Tabela
| Lp. | Drużyna                        | M  | Z  | R | P  | B+ | B- | +/− | Pkt |
| --- | ------------------------------ | -- | -- | - | -- | -- | -- | --- | --- |
| 1.  | Gatta Zduńska Wola             | 22 | 15 | 4 | 3  | 90 | 49 | +41 | 49  |
| 2.  | Pogoń 04 Szczecin              | 22 | 13 | 6 | 3  | 71 | 50 | +21 | 45  |
| 3.  | Rekord Bielsko-Biała           | 22 | 13 | 5 | 4  | 75 | 49 | +26 | 44  |
| 4.  | Red Devils Chojnice            | 22 | 10 | 7 | 5  | 78 | 54 | +24 | 37  |
| 5.  | FC Toruń                       | 22 | 10 | 5 | 7  | 61 | 50 | +11 | 35  |
| 6.  | NBit Gliwice                   | 22 | 8  | 5 | 9  | 56 | 74 | -18 | 29  |
| 7.  | Red Dragons Pniewy             | 22 | 8  | 2 | 12 | 49 | 59 | -10 | 26  |
| 8.  | KGHM Euromaster Chrobry Głogów | 22 | 7  | 5 | 10 | 52 | 63 | -11 | 26  |
| 9.  | GAF Gliwice                    | 22 | 6  | 8 | 8  | 50 | 57 | -7  | 26  |
| 10. | Clearex Chorzów                | 22 | 6  | 5 | 11 | 53 | 58 | -5  | 23  |
| 11. | AZS UŚ Katowice                | 22 | 4  | 5 | 13 | 50 | 75 | -25 | 17  |
| 12. | Gwiazda Ruda Śląska            | 22 | 2  | 3 | 17 | 41 | 88 | -47 | 9   |

Źródło:

## Sędziowie
| Sędzia                 | Okręg             |
| ---------------------- | ----------------- |
| Sylwester Baryczkowski | Wielkopolski ZPN  |
| Paweł Chrzanowski      | Podlaski ZPN      |
| Seweryn Dębowski       | Łódzki ZPN        |
| Grzegorz Dworucha      | Opolski ZPN       |
| Tomasz Frąk            | Świętokrzyski ZPN |
| Grzegorz Hamowski      | Małopolski ZPN    |
| Damian Jaruchiewicz    | Śląski ZPN        |
| Mariusz Krupa          | Małopolski ZPN    |
| Dariusz Smolarek       | Wielkopolski ZPN  |
| Sebastian Stawicki     | Łódzki ZPN        |
| Sławomir Steczko       | Małopolski ZPN    |
| Maciej Szyduk          | Lubelski ZPN      |
| Grzegorz Wiercioch     | Śląski ZPN        |
| Andrzej Witkowski      | Pomorski ZPN      |
| Maciej Zwara           | Pomorski ZPN      |

Źródło:

## Składy drużyn

### Gatta Zduńska Wola
| Nr               | Kraj      | Imię i nazwisko       |           |           |           |           |
| Bramkarze        | Bramkarze | Bramkarze             | Bramkarze | Bramkarze | Bramkarze | Bramkarze |
| ---------------- | --------- | --------------------- | --------- | --------- | --------- | --------- |
| 1                | Polska    | Dariusz Słowiński     |           |           |           |           |
| 77               | Polska    | Adam Miłosiński       |           |           |           |           |
| 78               | Polska    | Marcin Szewczyk       |           |           |           |           |
| 94               | Polska    | Tomasz Smęda          |           |           |           |           |
| 99               | Polska    | Arkadiusz Szypczyński |           |           |           |           |
| Zawodnicy z pola |           |                       |           |           |           |           |
| 4                | Polska    | Krzysztof Adamski     |           |           |           |           |
| 14               | Polska    | Michał Marciniak      |           |           |           |           |
| 18               | Polska    | Mariusz Milewski      |           |           |           |           |
| 11               | Polska    | Igor Sobalczyk        |           |           |           |           |
| 6                | Polska    | Marcin Stanisławski   |           |           |           |           |
| 49               | Polska    | Michał Szymczak       |           |           |           |           |
| 9                | Polska    | Daniel Krawczyk       |           |           |           |           |
|                  | Polska    | Mateusz Olczak        |           |           |           |           |
|                  | Polska    | Emil Młynarczyk       |           |           |           |           |
|                  | Polska    | Adam Grzyb            |           |           |           |           |

### Rekord Bielsko-Biała
| Nr               | Kraj      | Imię i nazwisko            |           |           |           |           |
| Bramkarze        | Bramkarze | Bramkarze                  | Bramkarze | Bramkarze | Bramkarze | Bramkarze |
| ---------------- | --------- | -------------------------- | --------- | --------- | --------- | --------- |
| 1                | Polska    | Michał Kałuża              |           |           |           |           |
| 12               | Polska    | Bartłomiej Nawrat          |           |           |           |           |
| 78               | Polska    | Marcin Szewczyk            |           |           |           |           |
| Zawodnicy z pola |           |                            |           |           |           |           |
| 10               | Polska    | Rafał Franz                |           |           |           |           |
| 20               | Czechy    | Jan Janovský               |           |           |           |           |
| 8                | Polska    | Kamil Kmiecik              |           |           |           |           |
| 6                | Polska    | Paweł Machura              |           |           |           |           |
| 15               | Polska    | Michał Marek               |           |           |           |           |
| 14               | Polska    | Łukasz Mentel              |           |           |           |           |
| 5                | Brazylia  | Douglas Neutzling Ferreira |           |           |           |           |
| 9                | Polska    | Artur Popławski            |           |           |           |           |
| 13               | Czechy    | Radek Polášek              |           |           |           |           |
| 7                | Polska    | Piotr Szymura              |           |           |           |           |
| 17               | Polska    | Andrzej Szłapa             |           |           |           |           |
|                  | Ukraina   | Roman Wachuła              |           |           |           |           |
| 11               | Polska    | Wojciech Łysoń             |           |           |           |           |

### Red Dragons Pniewy
| Nr               | Kraj      | Imię i nazwisko      |           |           |           |           |
| Bramkarze        | Bramkarze | Bramkarze            | Bramkarze | Bramkarze | Bramkarze | Bramkarze |
| ---------------- | --------- | -------------------- | --------- | --------- | --------- | --------- |
| 22               | Polska    | Jakub Budych         |           |           |           |           |
| 28               | Polska    | Maciej Foltyn        |           |           |           |           |
| 54               | Polska    | Łukasz Błaszczyk     |           |           |           |           |
| 64               | Polska    | Rafał Roj            |           |           |           |           |
| Zawodnicy z pola |           |                      |           |           |           |           |
|                  | Polska    | Michał Śpiączka      |           |           |           |           |
|                  | Polska    | Przemysław Michalski |           |           |           |           |
|                  | Polska    | Oskar Stankowiak     |           |           |           |           |
| 15               | Polska    | Piotr Błaszyk        |           |           |           |           |
| 10               | Polska    | Łukasz Frajtag       |           |           |           |           |
| 13               | Polska    | Patryk Hoły          |           |           |           |           |
| 8                | Polska    | Dawid Kliszewski     |           |           |           |           |
| 6                | Polska    | Michał Ozorkiewicz   |           |           |           |           |
| 2                | Polska    | Szymon Piasek        |           |           |           |           |
| 3                | Polska    | Michał Roj           |           |           |           |           |
| 11               | Polska    | Adrian Skrzypek      |           |           |           |           |
| 7                | Polska    | Adam Wachoński       |           |           |           |           |
| 9                | Polska    | Patryk Zdankiewicz   |           |           |           |           |

### KGHM Euromaster Chrobry Głogów
| Nr               | Kraj      | Imię i nazwisko     |           |           |           |           |
| Bramkarze        | Bramkarze | Bramkarze           | Bramkarze | Bramkarze | Bramkarze | Bramkarze |
| ---------------- | --------- | ------------------- | --------- | --------- | --------- | --------- |
| 1                | Polska    | Michał Długosz      |           |           |           |           |
| 12               | Polska    | Filip Tomkowiak     |           |           |           |           |
| Zawodnicy z pola |           |                     |           |           |           |           |
| 28               | Polska    | Mateusz Herbuś      |           |           |           |           |
| 21               | Polska    | Kamil Kaczmar       |           |           |           |           |
| 77               | Polska    | Kacper Konopacki    |           |           |           |           |
| 19               | Polska    | Daniel Lebiedziński |           |           |           |           |
| 4                | Polska    | Adrian Niedźwiecki  |           |           |           |           |
| 13               | Polska    | Mateusz Niedźwiedź  |           |           |           |           |
| 14               | Polska    | Grzegorz Nowak      |           |           |           |           |
| 20               | Polska    | Dariusz Pieczyński  |           |           |           |           |
| 18               | Polska    | Łukasz Pieczyński   |           |           |           |           |
| 8                | Polska    | Piotr Pietruszko    |           |           |           |           |
| 25               | Polska    | Jacek Sander        |           |           |           |           |
| 17               | Polska    | Sebastian Szala     |           |           |           |           |
| 11               | Polska    | Tomasz Urbaniak     |           |           |           |           |

### GAF Gliwice
| Nr               | Kraj       | Imię i nazwisko      |           |           |           |           |
| Bramkarze        | Bramkarze  | Bramkarze            | Bramkarze | Bramkarze | Bramkarze | Bramkarze |
| ---------------- | ---------- | -------------------- | --------- | --------- | --------- | --------- |
| 23               | Polska     | Michał Widuch        |           |           |           |           |
| 24               | Polska     | Krzysztof Górka      |           |           |           |           |
| 15               | Polska     | Miłosz Kocot         |           |           |           |           |
| 92               | Polska     | Bartłomiej Krzywicki |           |           |           |           |
| Zawodnicy z pola |            |                      |           |           |           |           |
| 2                | Polska     | Michał Grecz         |           |           |           |           |
| 9                | Polska     | Piotr Łopuch         |           |           |           |           |
| 10               | Portugalia | João Baptista        |           |           |           |           |
| 22               | Polska     | Damian Ficek         |           |           |           |           |
| 3                | Polska     | Karol Zdunek         |           |           |           |           |
| 11               | Polska     | Konrad Podobiński    |           |           |           |           |
| 8                | Polska     | Maciej Mizgajski     |           |           |           |           |
| 14               | Polska     | Amadeusz Pasierb     |           |           |           |           |
| 17               | Polska     | Marcin Kiełpiński    |           |           |           |           |
| 18               | Polska     | Mateusz Węgrzyn      |           |           |           |           |
| 5                | Polska     | Tomasz Lutecki       |           |           |           |           |
| 88               | Ukraina    | Maksym Pautiak       |           |           |           |           |
| 33               | Polska     | Damian Rybitwa       |           |           |           |           |

### Clearex Chorzów
| Nr               | Kraj      | Imię i nazwisko   |           |           |           |           |
| Bramkarze        | Bramkarze | Bramkarze         | Bramkarze | Bramkarze | Bramkarze | Bramkarze |
| ---------------- | --------- | ----------------- | --------- | --------- | --------- | --------- |
| 1                | Polska    | Damian Purolczak  |           |           |           |           |
| 21               | Polska    | Kamil Dworzecki   |           |           |           |           |
| 25               | Polska    | Patryk Hejlman    |           |           |           |           |
| Zawodnicy z pola |           |                   |           |           |           |           |
| 3                | Polska    | Mirosław Miozga   |           |           |           |           |
| 18               | Polska    | Tomasz Rabczak    |           |           |           |           |
| 4                | Polska    | Tomasz Golly      |           |           |           |           |
| 11               | Polska    | Szymon Łuszczek   |           |           |           |           |
| 9                | Polska    | Paweł Budniak     |           |           |           |           |
| 16               | Polska    | Mikołaj Zastawnik |           |           |           |           |
| 6                | Polska    | Michał Tkacz      |           |           |           |           |
| 8                | Polska    | Mateusz Omylak    |           |           |           |           |
| 7                | Polska    | Mariusz Seget     |           |           |           |           |
| 5                | Polska    | Krzysztof Salisz  |           |           |           |           |
| 14               | Polska    | Dawid Pasierbek   |           |           |           |           |
| 10               | Polska    | Daniel Wojtyna    |           |           |           |           |
| 19               | Polska    | Bartosz Siadul    |           |           |           |           |

### AZS UŚ Katowice
| Nr               | Kraj      | Imię i nazwisko    |           |           |           |           |
| Bramkarze        | Bramkarze | Bramkarze          | Bramkarze | Bramkarze | Bramkarze | Bramkarze |
| ---------------- | --------- | ------------------ | --------- | --------- | --------- | --------- |
| 1                | Polska    | Mateusz Bednarczyk |           |           |           |           |
| 23               | Polska    | Rafał Krzyśka      |           |           |           |           |
| 95               | Polska    | Wojciech Samojluk  |           |           |           |           |
| Zawodnicy z pola |           |                    |           |           |           |           |
| 7                | Polska    | Robert Gładczak    |           |           |           |           |
| 11               | Polska    | Paweł Barański     |           |           |           |           |
| 5                | Polska    | Jędrzej Jasiński   |           |           |           |           |
| 6                | Polska    | Aleksander Kolmas  |           |           |           |           |
| 91               | Polska    | Mateusz Kowaluk    |           |           |           |           |
| 10               | Polska    | Marcin Krzywka     |           |           |           |           |
| 13               | Polska    | Łukasz Kuś         |           |           |           |           |
| 93               | Polska    | Krzysztof Piskorz  |           |           |           |           |
| 17               | Polska    | Michał Słonina     |           |           |           |           |
| 77               | Polska    | Tomasz Szczurek    |           |           |           |           |
| 16               | Polska    | Łukasz Tosik       |           |           |           |           |

### Red Devils Chojnice
| Nr               | Kraj      | Imię i nazwisko                 |           |           |           |           |
| Bramkarze        | Bramkarze | Bramkarze                       | Bramkarze | Bramkarze | Bramkarze | Bramkarze |
| ---------------- | --------- | ------------------------------- | --------- | --------- | --------- | --------- |
| 33               | Ukraina   | Władysław Bondarenko            |           |           |           |           |
| 57               | Chorwacja | Mario Modrušan                  |           |           |           |           |
| 88               | Polska    | Michał Kartuszyński             |           |           |           |           |
| Zawodnicy z pola |           |                                 |           |           |           |           |
| 3                | Polska    | Łukasz Sobański                 |           |           |           |           |
| 6                | Polska    | Przemysław Laskowski            |           |           |           |           |
| 9                | Ukraina   | Wadym Iwanow                    |           |           |           |           |
| 10               | Czechy    | Michal Holý                     |           |           |           |           |
| 13               | Polska    | Jakub Mączkowski                |           |           |           |           |
| 14               | Polska    | Patryk Laskowski                |           |           |           |           |
| 20               | Ukraina   | Ołeksandr Bondar                |           |           |           |           |
| 23               | Polska    | Tomasz Kriezel                  |           |           |           |           |
| 25               | Polska    | Sebastian Wojciechowski         |           |           |           |           |
| 27               | Polska    | Patryk Kubiszewski              |           |           |           |           |
| 89               | Brazylia  | Marco Aurélio de Araujo Ribeiro |           |           |           |           |

### Gwiazda Ruda Śląska
| Nr               | Kraj      | Imię i nazwisko   |           |           |           |           |
| Bramkarze        | Bramkarze | Bramkarze         | Bramkarze | Bramkarze | Bramkarze | Bramkarze |
| ---------------- | --------- | ----------------- | --------- | --------- | --------- | --------- |
| 95               | Polska    | Dawid Barteczka   |           |           |           |           |
| 2                | Polska    | Aleksander Waszka |           |           |           |           |
| Zawodnicy z pola |           |                   |           |           |           |           |
| 6                | Polska    | Olaf Białek       |           |           |           |           |
|                  | Ukraina   | Jewhen Daniłejko  |           |           |           |           |
|                  | Ukraina   | Dmytro Drozd      |           |           |           |           |
| 5                | Polska    | Wojciech Działach |           |           |           |           |
|                  | Polska    | Jakub Haase       |           |           |           |           |
| 23               | Polska    | Jacek Hewlik      |           |           |           |           |
| 17               | Polska    | Piotr Hiszpański  |           |           |           |           |
| 10               | Polska    | Paweł Martyn      |           |           |           |           |
| 4                | Polska    | Sławomir Pękala   |           |           |           |           |
| 18               | Polska    | Ariel Piasecki    |           |           |           |           |
| 3                | Polska    | Jakub Szol        |           |           |           |           |

### Pogoń 04 Szczecin
| Nr               | Kraj      | Imię i nazwisko     |           |           |           |           |
| Bramkarze        | Bramkarze | Bramkarze           | Bramkarze | Bramkarze | Bramkarze | Bramkarze |
| ---------------- | --------- | ------------------- | --------- | --------- | --------- | --------- |
| 90               | Polska    | Łukasz Koszmider    |           |           |           |           |
|                  | Polska    | Kamil Lasik         |           |           |           |           |
| 33               | Polska    | Dominik Kubrak      |           |           |           |           |
| Zawodnicy z pola |           |                     |           |           |           |           |
| 3                | Polska    | Marek Bugański      |           |           |           |           |
| 4                | Polska    | Sebastian Chrzczon  |           |           |           |           |
| 17               | Polska    | Mateusz Gepert      |           |           |           |           |
| 20               | Polska    | Artur Jurczak       |           |           |           |           |
| 9                | Polska    | Mateusz Jakubiak    |           |           |           |           |
| 48               | Polska    | Maciej Krzyżanowicz |           |           |           |           |
| 46               | Polska    | Daniel Maćkiewicz   |           |           |           |           |
| 88               | Ukraina   | Ołeksandr Szamotij  |           |           |           |           |
|                  | Polska    | Dominik Solecki     |           |           |           |           |
| 7                | Polska    | Łukasz Tubacki      |           |           |           |           |
| 95               | Polska    | Kacper Zieliński    |           |           |           |           |
| 23               | Polska    | Michał Kubik        |           |           |           |           |
| 13               | Polska    | Łukasz Żebrowski    |           |           |           |           |

### FC Toruń
| Nr               | Kraj      | Imię i nazwisko      |           |           |           |           |
| Bramkarze        | Bramkarze | Bramkarze            | Bramkarze | Bramkarze | Bramkarze | Bramkarze |
| ---------------- | --------- | -------------------- | --------- | --------- | --------- | --------- |
| 1                | Polska    | Jacek Brończyk       |           |           |           |           |
| 27               | Mołdawia  | Nicolae Neagu        |           |           |           |           |
| 99               | Polska    | Nikodem Romanowski   |           |           |           |           |
| Zawodnicy z pola |           |                      |           |           |           |           |
| 4                | Polska    | Michał Wojciechowski |           |           |           |           |
| 5                | Polska    | Dawid Kawka          |           |           |           |           |
| 6                | Polska    | Robert Świtoń        |           |           |           |           |
| 7                | Polska    | Marcin Mikołajewicz  |           |           |           |           |
| 8                | Polska    | Karol Kaczmarek      |           |           |           |           |
| 9                | Polska    | Sylwester Kieper     |           |           |           |           |
| 10               | Ukraina   | Mykoła Morozow       |           |           |           |           |
| 11               | Polska    | Jakub Szulencki      |           |           |           |           |
| 16               | Polska    | Bartosz Witkowski    |           |           |           |           |
| 21               | Polska    | Patryk Szczepaniak   |           |           |           |           |
| 23               | Polska    | Michał Suchocki      |           |           |           |           |
| 31               | Polska    | Mikołaj Orczykowski  |           |           |           |           |
| 87               | Polska    | Patryk Rau           |           |           |           |           |
| 96               | Polska    | Karol Czyszek        |           |           |           |           |
|                  | Polska    | Maciej Wołoszyn      |           |           |           |           |
|                  | Polska    | Krzysztof Elsner     |           |           |           |           |

### NBit Gliwice
| Nr               | Kraj      | Imię i nazwisko     |           |           |           |           |
| Bramkarze        | Bramkarze | Bramkarze           | Bramkarze | Bramkarze | Bramkarze | Bramkarze |
| ---------------- | --------- | ------------------- | --------- | --------- | --------- | --------- |
| 1                | Polska    | Łukasz Bogdziewicz  |           |           |           |           |
| 12               | Polska    | Łukasz Groszak      |           |           |           |           |
| 89               | Polska    | Daniel Hajduk       |           |           |           |           |
| Zawodnicy z pola |           |                     |           |           |           |           |
| 21               | Polska    | Marek Chojnacki     |           |           |           |           |
| 23               | Polska    | Michał Cygnarowski  |           |           |           |           |
| 8                | Polska    | Tomasz Czech        |           |           |           |           |
| 13               | Polska    | Przemysław Dewucki  |           |           |           |           |
| 18               | Polska    | Łukasz Jagiełło     |           |           |           |           |
| 19               | Polska    | Michał Kuźnik       |           |           |           |           |
| 3                | Polska    | Zbigniew Mirga      |           |           |           |           |
| 10               | Polska    | Kamil Musiał        |           |           |           |           |
| 5                | Polska    | Mateusz Pawlak      |           |           |           |           |
| 15               | Polska    | Denis Rogon         |           |           |           |           |
| 9                | Polska    | Robert Satora       |           |           |           |           |
| 2                | Polska    | Tomasz Starowicz    |           |           |           |           |
| 92               | Ukraina   | Taras Tarasovich    |           |           |           |           |
| 83               | Polska    | Michał Włodarek     |           |           |           |           |
| 7                | Polska    | Damian Wojtas       |           |           |           |           |
| 10               | Polska    | Dominik Śmiałkowski |           |           |           |           |